# Мехіна (неформальна освіта)
Мехіна (The Mechinot — mechina) — автономна одиниця спеціалізованих навчальних закладів ціннісної неформальної освіти та довійськової підготовки в Ізраїлі. Фінансуються та підтримуються Міністерствами Освіти та Оборони, а також Армією Оборони Ізраїлю.

## Структура
Перша релігійна мехіна Bnei David була заснована у 1988 в поселенні Елі, на Західному березі річки Йордан.
Станом на 2017, в Ізраїлі функціонують 46 мехін на території від Верхньої Галилеї на півночі до Арави на півдні. Вони поділені на 22 релігійні та 24 загального типу. Пропускна спроможність 3300 студентів на рік. Місія мехін полягає в підготовці до свідомої служби в армії, вихованні лідерів локальних громад, які могли б впливати на суспільство та державу. Програмні блоки включають вивчення: юдаїзму, єврейських традицій, сіонізму, а також мають на меті розвиток лідерських навичок, волонтерство, військову підготовку.

## Спеціалізація мехін
Усі мехіни поділяються на секулярні, релігійні та змішані.

## Фінансування

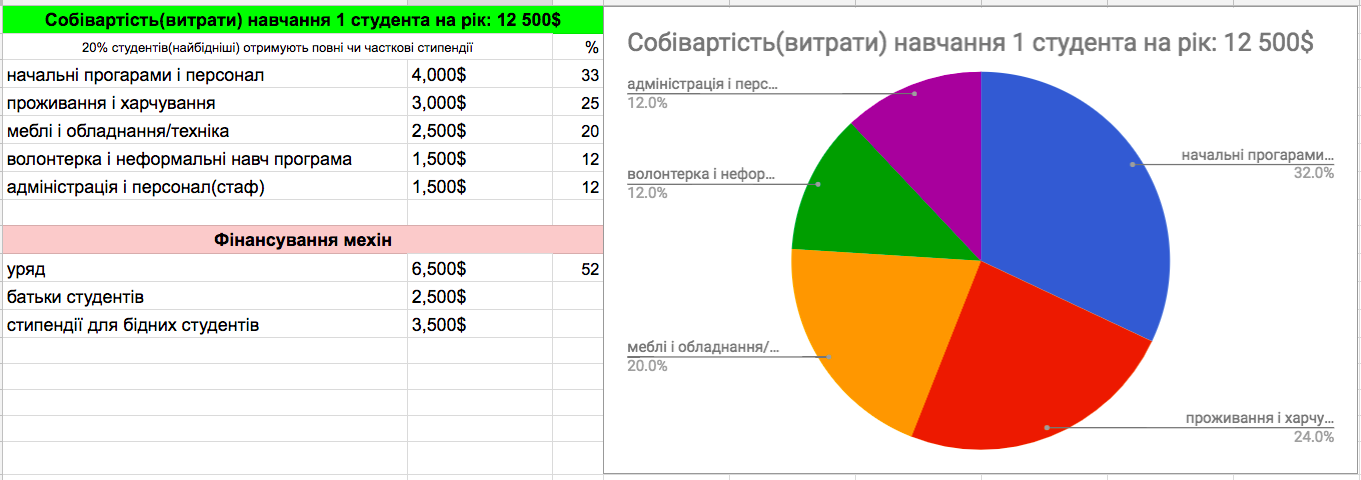
Бюджет витрат і фінансування мехін

Фінансування мехін здійснюється з кількох джерел: уряд, батьки студентів, меценати та спонсори. Собівартість навчання 1 студента на рік складає $12500.

## Студенти
В основу навчання в Мехінах покладені особливі національні цінності сіонізму, демократії, плюралізму та толерантності. Близько 25 % студентів походять із соціальної, економічної та географічної периферії Ізраїлю. Тому мехіни забезпечені державним фінансуванням і стипендіями для талановитих студентів.

## Випускники
Майже 90 % випускників мехін посідають високі посади в Збройних силах Ізраїлю, згідно із законом «Мехіни», прийнятим в Кнесеті у 2008 р. В першу чергу це робота в  підрозділах, які безпосередньо беруть участь в бойових діях. 25 % випускників офіцерських курсів та 10 % випускників курсів пілотування в академії повітряних сил Ізраїлю, колишні випускники мехін. Командири батальйонів та дивізій надають перевагу випускникам мехін, оскільки рік навчання, особистісного розвитку та волонтерства вчать їх бути лідерами, готовими взяти на себе відповідальність, бути прикладом, вирішувати складні ситуації,  що вимагає  високого  рівня моральних якостей та досвіду, який вони отримують в процесі навчання в мехіні.